# セルゲイ・カレフ
セルゲイ・カレフ（ロシア語: Серге́й Анатольевич Ка́рев、ラテン翻字：Sergei Karev、1986年3月31日 - ）は、ロシアリペツク州出身の男性フィギュアスケート選手。2007年冬季ユニバーシアード競技大会3位。パートナーはアリーナ・ウシャコワなど。

## 経歴
リペツク州のリペツクに生まれた。当初はダリヤ・コズュチツとペアを組んでいたが、成績は振るわず主要な国際大会へ出場する機会もなく解散。2005年よりアリーナ・ウシャコワとペアを結成した。
2005-2006年シーズン、シニアクラスのゴールデンスピンで2位となり、ロシア選手権では7位となる。翌2006-2007年シーズンはISUジュニアグランプリへ出場、表彰台に上ることはなかったが、シニアクラスの2007年冬季ユニバーシアード競技大会で3位となりメダルを獲得した。
2007-2008年シーズンよりコーチをナタリア・パブロワに変更、迎えたロシア選手権で3位となり2008年欧州選手権代表に初選出された。欧州選手権ではショートプログラムおよびフリースケーティングで自己最高得点をマークして5位入賞を果たしたが、シーズン終了後にカップルを解散した。

## 主な戦績
| 大会/年          | 2005-06 | 2006-07 | 2007-08 |
| ---------------- | ------- | ------- | ------- |
| 欧州選手権       |         |         | 5       |
| ロシア選手権     | 7       | 4       | 3       |
| ユニバーシアード |         | 3       |         |
| ネーベルホルン杯 |         | 5       |         |
| ゴールデンスピン | 2       |         |         |
| JGPリベレツ      |         | 8       |         |
| JGPブダペスト    |         | 5       |         |

### 詳細
| 2007-2008 シーズン |

| 開催日             | 大会名                                                 | SP      | FS       | 結果     |
| ------------------ | ------------------------------------------------------ | ------- | -------- | -------- |
| 2008年1月21日-27日 | 2008年ヨーロッパフィギュアスケート選手権（ザグレブ）   | 5 49.43 | 6 80.91  | 5 130.34 |
| 2008年1月3日-7日   | ロシアフィギュアスケート選手権（サンクトペテルブルク） | 6 53.92 | 3 109.29 | 3 163.21 |

| 2006-2007 シーズン |

| 開催日                | 大会名                                         | SP      | FS      | 結果     |
| --------------------- | ---------------------------------------------- | ------- | ------- | -------- |
| 2007年1月18日-19日    | 第23回冬季ユニバーシアード（トリノ）           | 3 47.48 | 4 88.80 | 3 136.28 |
| 2007年1月4日-7日      | ロシアフィギュアスケート選手権（モスクワ）     | 4 51.80 | 5 95.88 | 4 147.68 |
| 2006年10月19日-22日   | ISUジュニアグランプリ リベレツ（リベレツ）     | 9 38.61 | 4 75.84 | 8 114.45 |
| 2006年9月29日-10月1日 | ネーベルホルン杯（オーベルストドルフ）         | 5 42.77 | 5 82.53 | 5 125.30 |
| 2006年8月31日-9月3日  | ISUジュニアグランプリ ブダペスト（ブダペスト） | 5 40.62 | 5 71.10 | 5 111.72 |

| 2005-2006 シーズン |

| 開催日              | 大会名                       | SP      | FS      | 結果     |
| ------------------- | ---------------------------- | ------- | ------- | -------- |
| 2005年11月11日-13日 | ゴールデンスピン（ザグレブ） | 2 40.98 | 2 78.53 | 2 119.51 |